# Dargnies

Dargnies este o comună în departamentul Somme, Franța. În 1 ianuarie 2022 avea o populație de 1.150 de locuitori.